# Dòlar continental

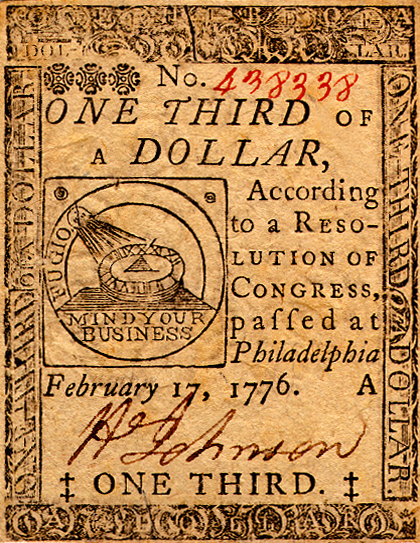
Anvers d'1/3 de dòlar continental a una sola cara, dissenyat per Benjamin Franklin

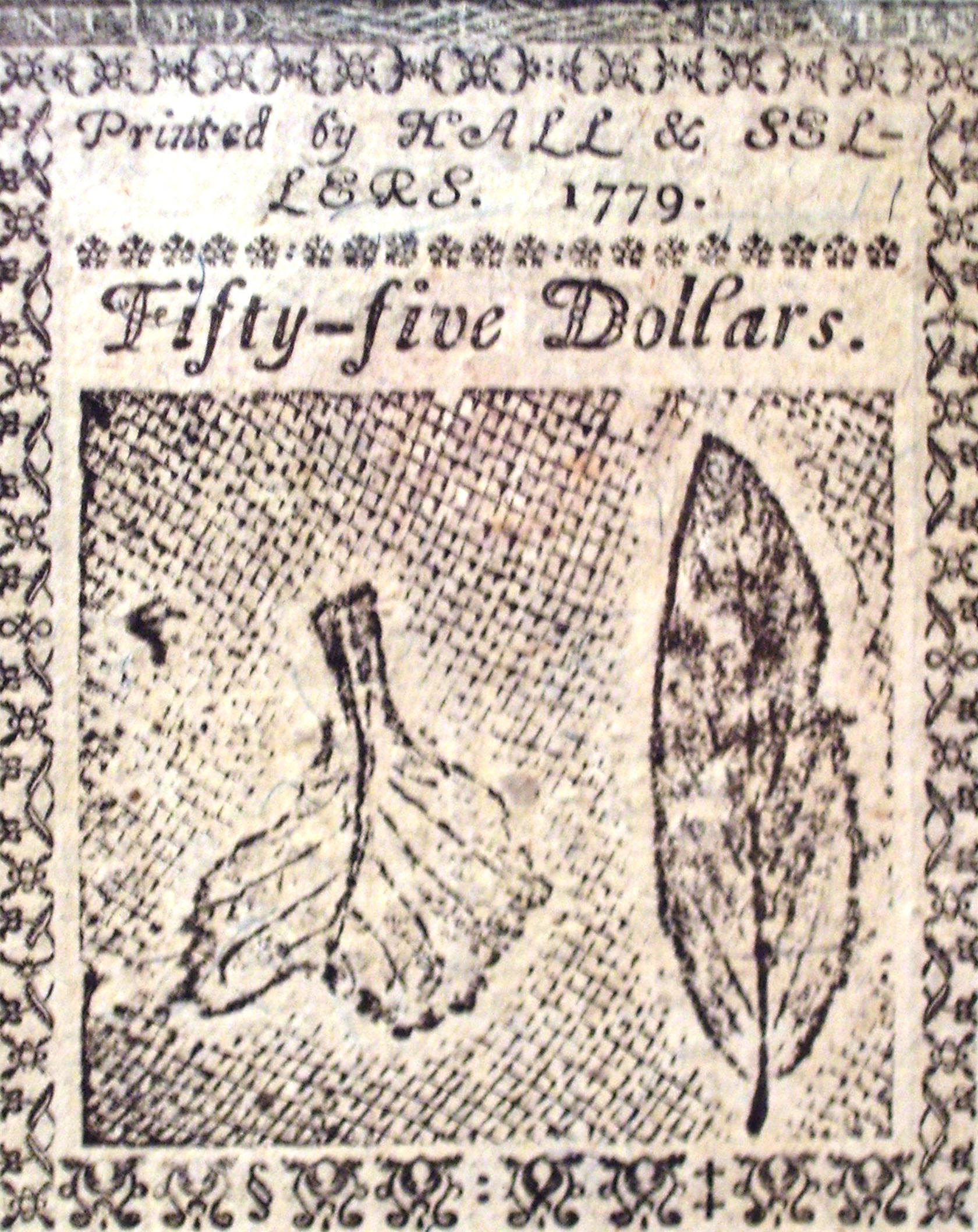
Revers de 55 dòlars continentals, on es mostra la tècnica de gravat inventada per Franklin (amb empremtes de fulles d'arbres), del 1779

El dòlar continental o, simplement, continental (en anglès continental currency dollar) va ser un paper moneda emès pel Congrés Continental, després de la Guerra d'Independència dels Estats Units, el 1775. Eric P. Newman, autoritat líder en les primeres edicions de bitllets de banc dels Estats Units, distingeix entre la moneda continental i les monedes colonials, expedides per les colònies abans de la revolució.
La moneda continental va ser denominada en dòlars que anaven d'1/6 de dòlar fins a 80 dòlars, molts d'ells imparells entre les denominacions del seu valor, mentre que les monedes colonials foren denominades en lliures, xílings i penics, així com en dòlars. Durant la Revolució, el Congrés va imprimir 241.552.780 dòlars continentals en paper moneda. Sense un suport sòlid ni garanties i amb la característica que podien ser fàcilment falsificats, els continentals ràpidament van perdre el seu valor, cosa que va originar la frase en anglès «not worth a continental», és a dir 'això no val ni un continental'.
El dòlar continental va ser imprès mitjançant una matriu de gravat a la fusta amb un segell de tinta i contenia un lema i alguns motius de seguretat que requeien sobretot en la tipografia, amb la numeració que es feia de forma manual i la impressió a una sola cara. Els següents bitllets ja van tenir un revers realitzat amb un procediment inventat per Benjamin Franklin en què es representava un motiu que reproduïa unes fulles d'arbre, segons una tècnica que encara avui no se sap ben bé com es feia.
A la fi de 1778 els continentals valien entre ⅕ i ⅐ del seu valor nominal. El 1780 ja valien només una quarantena part del mateix valor. El Congrés va intentar dur a terme una reforma monetària i va retirar els antics bitllets de la circulació i els va reemplaçar per uns de nous, però no reeixí, i, el maig de 1781, els continentals van deixar de circular com a moneda corrent. Franklin va remarcar que la devaluació dels diners, de fet, havia actuat com un impost de guerra. A la dècada de 1790, després de la ratificació de la Constitució, el dòlar continental es podia ser canviat com a bons del tresor, a un 1% del valor nominal.
La dolorosa experiència dels fugitius de la inflació i el col·lapse del continental va impulsar els delegats de la Convenció de Filadèlfia a incloure la clàusula d'or i plata en la Constitució dels Estats Units de manera que cadascun dels Estats no pogués emetre factures de crèdit.